# Io, venditore di elefanti
Io, venditore di elefanti è un libro dello scrittore senegalese-italiano Pap Khouma.

## Trama
Il libro racconta le vicende vissute dallo stesso Pap Khouma nei primi anni dopo la sua immigrazione dal Senegal in Italia, che per guadagnarsi da vivere vende dei piccoli elefantini. L'autore racconta ciò che vive quando vende alla gente italiana, cioè le emozioni che lui prova quando  viene respinto dalla gente e quando invece lui stesso infastidisce le persone per vendere loro la merce.

## Edizioni
- Pap Khouma, Io, venditore di elefanti, a cura di Oreste Pivetta, Milano, Garzanti, 1990, ISBN 8811739705.